# Авлиар
Авлиар (тур. Avliyar) — гора в Турции, в иле Карс, западнее села Буланых, северо-западнее горы Аладжадаг (2695 м), восточнее города Карс. Высота 2214 метров над уровнем моря.
В 1877 году после Зивинского сражения турецкая армия Мухтар-паши заняла Аладжадаг и Авлиар. 3 [15] октября 1877 года в ходе Авлияр-Аладжинского сражения часть российских войск под командованием Василия Геймана заняла турецкие позиции на горе Авлиар. Артиллерийским обстрелом горы Авлиар командовал Фёдор Губский.